# Phiala nigrolineata
Phiala nigrolineata is een vlinder uit de familie van de Eupterotidae. De wetenschappelijke naam van de soort is voor het eerst voorgesteld door Per Olof Christopher Aurivillius in een publicatie uit 1903.
De spanwijdte bedraagt 47 tot 54 millimeter.
De soort komt voor in Togo, Centraal-Afrikaanse Republiek, Congo-Kinshasa, Oeganda en Zambia.